# M14 (Armenien)
Die M14 (armenisch: Մ 14) ist eine Hauptstraße im Osten Armeniens als Nordwest-Südost-Strecke zwischen Tsovagyugh und Wardenis. Sie führt am Nordostufer des Sewansees entlang. 

## Geschichte
Die M14 ist keine wichtige Transitstrecke, der meiste Verkehr führt über die M10 und M11 am Südwestufer des Sewansees. Die Route ist daher nicht sehr stark ausgebaut, sie hat aber Bedeutung für den Tourismus rund um den Sewansee.

## Orte an der Straße
- Tsovagyugh
- Wardenis